# Oued Naam
Oued Naam (àrab وادي النعام) és una comuna rural de la província d'Errachidia de la regió de Drâa-Tafilalet. Segons el cens de 2014 tenia una població total de 5.340 persones.